# Associazione Sportiva Pescara 1967-1968
Questa voce raccoglie le informazioni riguardanti l'Associazione Sportiva Pescara nelle competizioni ufficiali della stagione 1967-1968.

## Rosa
| N. |                   | Ruolo | Calciatore            |
| -- | ----------------- | ----- | --------------------- |
|    | Italia (bandiera) | A     | Giuseppe Basilico     |
|    | Italia (bandiera) | C     | Luigi Boccolini       |
|    | Italia (bandiera) | D     | Mario Cantarelli      |
|    | Italia (bandiera) | A     | Dario Cavallito       |
|    | Italia (bandiera) | A     | Raffaello Ciocca      |
|    | Italia (bandiera) | D     | Renato Cressoni       |
|    | Italia (bandiera) | A     | Gianfranco De Marchi  |
|    | Italia (bandiera) | C     | Giorgio Fanti         |
|    | Italia (bandiera) | P     | Luigi Ferrero         |
|    | Italia (bandiera) | A     | Domenico Gerosa       |
|    | Italia (bandiera) | P     | Domenico Lamia Caputo |
|    | Italia (bandiera) | A     | Santino Maestri       |

| N. |                   | Ruolo | Calciatore         |
| -- | ----------------- | ----- | ------------------ |
|    | Italia (bandiera) | A     | Adriano Maschietto |
|    | Italia (bandiera) | D     | Gianni Palanca     |
|    | Italia (bandiera) | A     | Guerrino Pantani   |
|    | Italia (bandiera) | A     | Francesco Patino   |
|    | Italia (bandiera) | C     | Bruno Pinna        |
|    | Italia (bandiera) | C     | Lucio Pozzar       |
|    | Italia (bandiera) | C     | Edmondo Prosperi   |
|    | Italia (bandiera) |       | Risari             |
|    | Italia (bandiera) | D     | Ampelio Simeoni    |
|    | Italia (bandiera) |       | Tosi               |
|    | Italia (bandiera) | P     | Giuseppe Ventura   |